# Cabangan
Cabangan ist eine philippinische Stadtgemeinde in der Provinz Zambales. Sie hat 25.163 Einwohner (Zensus 1. August 2015).

## Baranggays
Cabangan ist politisch in 23 Baranggays unterteilt.
| - Anonang - Apo-apo - Arew - Banuambayo (Pob.) - Cadmang-Reserva - Camiling (Camiing) - Casabaan - Del Carmen (Pob.) - Dolores (Pob.) - Felmida-Diaz - Laoag | - Lomboy - Longos - Mabanglit - New San Juan - San Antonio - San Isidro - San Miguel - San Juan (Pob.) - San Rafael - Santa Rita - Santo Niño - Tondo |